# Ketský potok
Ketský potok (hčp 4-23-05-105) je vodní tok na jižním Slovensku v Nitranském kraji, pravostranný přítok Hronu, dlouhý 32 km, tok třetího řádu. Někdy bývá označován jako Kvetnianka.

## Popis toku
Pramení v Pohronské pahorkatině, v části Bešianská pahorkatina, pod vrchem Bašta (247,1 m n. m.), v nadmořské výšce asi 205 m.
Ketský potok nejprve směřuje jižním směrem protéká obcí Bardoňovo, poté zleva přibírá první větší přítok Čerešňovku (169,0 m n. m.). Rozšiřuje své koryto a napájí malou vodní nádrž Plavé Vozokany. Teče jihovýchodním směrem, zleva přibírá Vozokanský potok (159,3 m n. m.), protéká okrajem obce Čaka a u osady Kopec zprava přibírá Dědinský potok.
Poté protéká obcí Farná a předměstím Kuralian. Mezi obci Kuraľany a Keť napájí vodní nádrž Kuraľany, protéká podél obce Keť a napájí levobřežní soustavu tří keťských rybníků kolem nichž protéká. Poté se vlévá do vodní nádrže a přírodní rezervace Bíňanský rybník (126,4 m n. m.). Po opuštění rezervace vytváří koryto dvojitý ostrý oblouk a u obce Bíňa v nadmořské výšce 117,1 m n. m. v řkm 258,7 se vlévá do řeky Hron.

## Obce
Ketský potok protéká okresy Levice a Nové zámky, územím obcí Bardoňovo, Plavé Vozokany, Čaka, Farná, Kuraľany, Keť, Čata a Bíňa

## Vodní mlýny
Vodní tok byl využíván k pohonu vodních mlýnů. Východně od obce Keť se nacházel Horní ketský vodní mlýn. Mlýn využíval náhon z Ketského potoka k pohonu jednoho vodního kola na vrchní vodu, jeho výkon byl 3,5 HP. Druhým mlýnem na území obce Keť byl Dolní ketský vodní mlýn v sousedství Ketských rybníků. Mlýn byl poháněn jedním vodním kolem na vrchní vodu o výkonu asi 3 HP. Oba mlýny zanikly pravděpodobně po znárodnění.
Východně od obce Kuraľany stál Kuraľanský válcový mlýn. Mlýn byl poháněn jedním vodním kolem na vrchní vodu o výkonu asi 2,5 HP. Fungoval i po znárodnění ale do roku 1989 zanikl.
Farnádský strojní mlýn, k němuž vedl vodní náhon z Ketského potoka, se nacházel jižně od školy v katastrálním území obce Farná. V místě zaniknutého mlýna je zahrada.